# Provincia di Sétif
La provincia di Sétif (in arabo ولاية سطية) è una delle 58 province dell'Algeria. Prende il nome dal suo capoluogo Sétif. Altre località importanti della provincia sono Bougaa, El Eulma, Djémila, Aïn El Kebira e Hammam Guergour.
Linguisticamente, la popolazione della wilaya di Sétif è in parte di lingua berbera (cabilo), e in parte arabofona.

## Popolazione
La provincia conta 1.489.979 abitanti, di cui 756.434 di genere maschile e 733.545 di genere femminile, con un tasso di crescita dal 1998 al 2008 dell'1.3%.

## Geografia antropica

### Suddivisioni amministrative
La provincia è suddivisa in 20 distretti (daïras), a loro volta suddivisi in 60 municipalità.

1. Distretto di Béni Ourtilane • 2. Distretto di Bouandas • 3. Distretto di Guenzet • 4. Distretto di Hammam Guergour • 5. Distretto di Maoklane • 6. Distretto di Bougaâ • 7. Distretto di Aïn Arnat • 8. Distretto di Amoucha • 9. Distretto di Babor • 10. Distretto di Béni Aziz • 11. Distretto di Aïn El Kébira • 12. Distretto di Djémila • 13. Distretto di Sétif • 14. Distretto di Guidjel • 15. Distretto di El Eulma • 16. Distretto di Bir El Arch • 17. Distretto di Hammam Souhna • 18. Distretto di Aïn Azel • 19. Distretto di Aïn Oulmane • 20. Distretto di Salah Bey

| Distretti       | Comuni                                                   |
| --------------- | -------------------------------------------------------- |
| Aïn Arnat       | Aïn Arnat · Aïn Abessa · El Ouricia · Mezloug            |
| Aïn Azel        | Aïn Azel · Aïn Lahdjar · Beidha Bordj · Bir Haddada      |
| Aïn El Kebira   | Aïn El Kebira · Dehamcha · Ouled Addouane                |
| Aïn Oulmene     | Aïn Oulmene · Ksar El Abtal · Ouled Si Ahmed · Guellal   |
| Amoucha         | Amoucha · Oued El Barad · Tizi N'Bechar                  |
| Babor           | Babor · Serdj El Ghoul                                   |
| Beni Aziz       | Beni Aziz · Aïn Sebt · Maaouia                           |
| Beni Ourtilane  | Beni Ourtilane · Aïn Legraj · Beni Chebana · Beni Mouhli |
| Bir El Arch     | Bir El Arch · Belaa · El Ouldja · Tachouda               |
| Bouandas        | Bouandas · Aït Naoual Mezada · Aït Tizi · Bousselam      |
| Bougaa          | Bougaa · Aïn Roua · Beni Hocine                          |
| Djémila         | Djémila · Beni Fouda                                     |
| El Eulma        | El Eulma · Bazer Sakhra · Guelta Zerka                   |
| Guenzet         | Guenzet · Harbil                                         |
| Guidjel         | Guidjel · Ouled Sabor                                    |
| Hammam Guergour | Hammam Guergour · Draa Kebila                            |
| Hammam Soukhna  | Hammam Soukhna · Taya · Tella                            |
| Maoklane        | Maoklane · Talaifacene                                   |
| Salah Bey       | Salah Bey · Boutaleb · Hamma · Ouled Tebben · Rasfa      |
| Sétif           | Sétif ·                                                  |